# Conglomerado financiero
En economía, se conoce como conglomerado financiero a aquellos grupos de entidades cuyas actividades cubren a la vez los servicios ofrecidos por los bancos, las compañías de seguros y las sociedades de inversión, o al menos dos de las anteriormente nombradas.
La actividad en cada uno de estos sectores debería estar fuertemente regulada ya que su adecuado funcionamiento es imprescindible para la existencia de una economía desarrollada.
La existencia de estos grupos empresariales o "conglomerados" puede aumentar los riesgos inherentes a las actividades desarrolladas por las distintas entidades reguladas que pertenecen al conglomerado financiero así como el riesgo sistémico en los mercados financieros.
Por esta razón se tiende a unificar o coordinar la supervisión y se fomenta una coordinación más estrecha entre las autoridades de vigilancia de los distintos sectores en cuestión así como el intercambio de información entre las distintas autoridades de vigilancia.

## Coordinación internacional
- A nivel internacional se constituyó el Joint Forum on Financial Conglomerates (Joint Forum), que reúne al Comité de Basilea (Comité de Supervisión Bancaria de Basilea), al IOSCO (International Organisation of Securities Commissions) y al IAIS (International Association of Insurance Supervisors). En él está representados más de 30 países y la Comisión Europea —como observador sin voto—.
- En Europa se emitió una directiva específica sobre los conglomerados financieros, que se encuentra en revisión[1]